# All Men Are Liars (film 1995)
All Men Are Liars è un film del 1995 scritto e diretto da Gerard Lee.

## Trama
Dopo che Barry vende il pianoforte appartenuto per molte generazioni alla famiglia della moglie Irene, quest'ultima decide di andarsene, lasciando soli lui e loro figlio Mick. Poiché il ragazzo desidera che la madre ritorni a casa, cerca di guadagnare del denaro per ricomprare il pianoforte.Nel frattempo, in occasione dell'annuale festival del raccolto, giunge in città un gruppo di giovani cantanti capeggiato dall'avvenente Angela; Mick decide così di travestirsi da donna e diventare "Michelle", con lo scopo di entrare nel gruppo come chitarrista e ottenere i soldi necessari.
Fra Angela e Michelle inizia tuttavia a instaurarsi una strana relazione, tanto da far sorgere in Angela dei dubbi sulla propria sessualità; peraltro, essendo rimasta profondamente ferita da una sua precedente relazione, la giovane è fermamente convinta che "tutti gli uomini sono bugiardi". Mick riesce infine a ricomprare il pianoforte e rivela la verità a Michelle, la quale a sua volta gli dichiara il proprio amore.

## Distribuzione e accoglienza
In Australia, All Men Are Liars è stato distribuito dalla Ronin Films a partire dal 30 novembre 1995.
La pellicola è stata un successo al botteghino, tanto da incassare 836.606 dollari ed essere nominato all'AACTA al miglior film. Numerosi critici hanno evidenziato delle somiglianze tra l'opera e il film del 1959 A qualcuno piace caldo.